# Маковецький Сергій Васильович
Сергій Васильович Маковецький (нар. 13 червня 1958, Київ, УРСР, СРСР) — радянський і російський актор театру, кіно і дубляжу українського походження. Народний артист Російської Федерації (1998). Лауреат Державної премії Росії (2000).
Фігурант бази центру «Миротворець» через російську окупацію Криму.

## Життєпис
Народився 13 червня 1958 року у Києві, проживав із матір'ю на Харківському шосе, 12 (батько пішов з родини, коли Сергій був маленьким, мати дала йому своє прізвище).
Мати працювала на київському заводі штучних шкір «Вулкан». Навчаючись у школі, Сергій про сцену і не мріяв. Учителька англійської мови київської середньої школи № 126 Тетяна Соловкіна, бувши режисером-аматором, залучила його на роль Щасливцева в «Лісі» Олександра Островського. Після цієї ролі Маковецький захотів стати актором. У київський театральний інститут імені Карпенка-Карого вступити не зміг. Працював у театрі Лесі Українки монтувальником декорацій.
Зрештою, наприкінці 1970-х поїхав на навчання до Москви, де після багатьох поневірянь закінчив Театральне училище ім. Б. Щукіна (1980). Актор театру Вахтангова.
З 80-х років багато знімається в кіно, зокрема у кінострічках українських кіностудій. Працював з іменитими режисерами: П. Тодоровським, Е. Рязановим, О. Прошкіним, М. Михалковим, В. Абдрашитовим, О. Балабановим, Й. Стеллінгом, А. Кончаловським, К. Муратовою, П. Чухраєм, С. Урсуляком.

## Політична позиція
Неодноразово порушував законодавство України, виступаючи в окупованому Криму.

## Фільмографія
Знімався у фільмах:
- «Взяти живим» (1983, Одеська кіностудія)
- «Екіпаж машини бойової», (1983, Чумак; Одеська кіностудія)
- «Я, син трудового народу» (1983, Семен Котко; Одеська кіностудія)
- «Топінамбури» (1983, Леонід Істомін; Одеська кіностудія)
- «Мальва» (1984, Яків Лєгостєв)
- «Смуга перешкод» (1984, Льоха)
- «Заповіт» (1985)
- «Тев'є-молочник» (1985, Мотл, кравець, чоловік Цейтл)
- «Життя Клима Самгіна» (1988, т/с, Дмитро Самгін, брат Клима)
- «Посвячений» (1989, Льоха)
- «Мати» (1989, Рилєєв, жандармський офіцер)
- «Чернов/Chernov» (1990, Костя Шляпін)
- «Сукині діти» (1990, реж. Л. Філатов)
- «Дитина до листопада» (1992, Льоша, чоловік Наді; Одеська кіностудія, Україна)
- «Наш американський Боря» (1992, Боря)
- «Макаров» (1993, Макаров)
- «П'єса для пасажира» (1995, Олег)
- «Прибуття поїзда» (1995, Трохим)
- «Чорна вуаль» (1995, Петро Дмитрович Синьов)
- «Три історії» (1997, Тіхоміров; реж. Кіра Муратова, Росія—Україна)
- «Про виродків і людей» (1998, Іоган)
- «Ретро втрьох» (1998, Сергій Кукушкін)
- «Брат 2» (2000, Валентин Бєлкін)
- «Механічна сюїта» (2001, оперуповноважений Плюгановський)
- «Ключ від спальні» (2003, Іваницький)
- «Загибель Імперії» (2004, т/с)
- «72 метри» (2004, цивільний лікар Черненко)
- «Піжмурки» (2005)
- «Карнавальна ніч 2, або 50 років по тому» (2006, Сергій Сергійович Кабачков, директор театру)
- «Мені не боляче» (2006, лікар)
- «Неваляшка» (2007)
- «Глянець» (2007)
- «Російська гра» (2007, Петро Петрович Швохнєв, російський шулер)
- «12» (2007, перший присяжний) — Премія «Золотий орел» за найкращу чоловічу роль в кіно (2008)
- «Диво» (2009, уповноважений по ділам релігії Кондрашов)
- «Стомлені Сонцем 2: Передстояння» (2010, Майор СМЕРШу)
- «Вічне повернення» (2012, реж. Кіра Муратова, Україна)
- «Дівчина і смерть» (2012, дорослий Микола)
- «Життя і доля» (2012, т/с, фізик-ядерник Віктор Павлович Штрум)
- «ЧБ» (2015)
- «Годунов» (2018, т/с, Іван Грозний)
- «Негода» (2018, т/с, Ярослав Олександрович («Яр-Санич») Куделін, тренер, батько Тані)
- «Грозний» (2020, т/с, Іван Грозний)
- «Зулейха відкриває очі» (2020, т/с, Вольф Карлович Лейбе професор Казанського університету, практикуючий хірург)
- «Праведник» (2022) та ін.